# Misteria starożytne

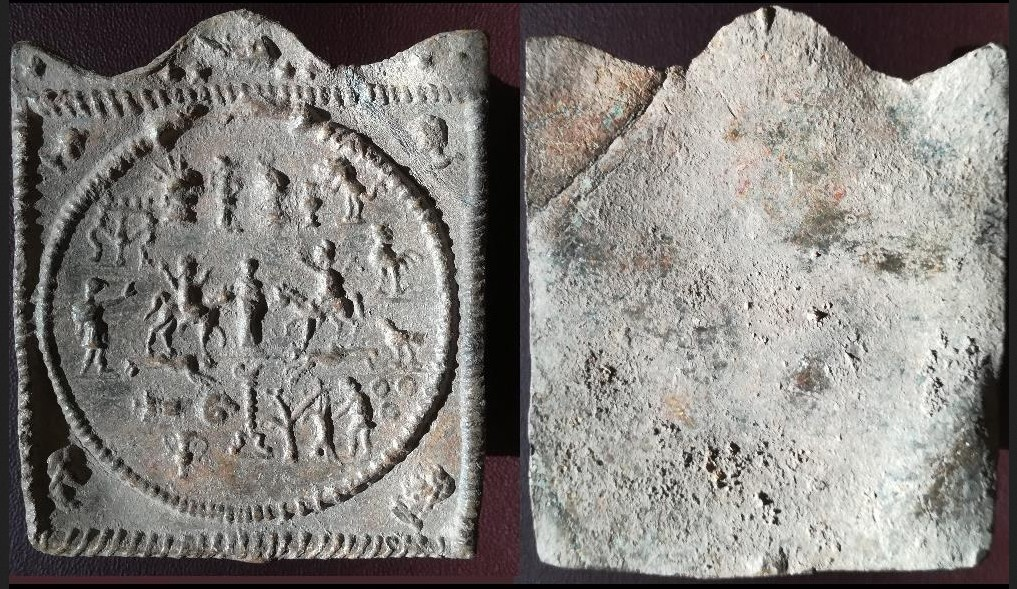
Tabliczka danubijska z ołowianą kultową konnicą, wykorzystywana podczas misteriów

Misteria starożytne (gr. lp. μυστήριον od μύστης 'wtajemniczony') – formy kultu religijnego dostępne jedynie dla osób wtajemniczonych, które przeszły rytuał inicjacji. Często odbywały się w nocy, odprawiano je przy śpiewie i tańcach, łączono z przedstawieniem, pokazującym mity związane z bóstwem, które czczono w misterium. 
Początki misteriów wiąże się z kultem Demeter i Dionizosa (misteria eleuzyjskie), które w VII wieku p.n.e. zostały usankcjonowane jako element ateńskiego kultu państwowego. Pomiędzy III a I wiekiem p.n.e. (okres hellenistyczny) rozpowszechniły się orgie dionizyjskie oraz misteria orfickie, odwołujące się do mitu o pożarciu przez tytanów Dionizosa-Zagreusa i jego odrodzeniu w postaci Dionizosa-Lyseuksa (Wyzwoliciela). 
Synkretyzm religijny doby hellenistycznej doprowadził do rozwoju licznych misterów związanych z kultami wschodnimi: orgiastyczny kult Kybele i Attisa, syryjskie misteria ku czci Atargatis i Adonisa czy najszerzej rozpowszechnione obrzędy na cześć Izydy i Ozyrysa. 
Epoka rzymska rozwinęła misteryjny kult tracko-frygijskiego boga Sabazjosa oraz irańskiego bóstwa Mitry.